# BD Comic Strip Festival
Pour les articles homonymes, voir Festival de la bande dessinée.
Le BD Comic Strip Festival, anciennement Fête de la BD (néerlandais : Stripfeest, anglais : Brussels Comic Strip Festival), est un festival de bande dessinée qui se tient à Bruxelles depuis septembre 2010. Il est l'occasion de décerner les Prix Atomium à partir de 2017.

## Histoire
En 2009 a lieu l'année de la BD à Bruxelles. L'initiative est lancée par l'Office de promotion du tourisme Wallonie/Bruxelles, car l'inauguration du Musée Hergé à Louvain-la-neuve et l'anniversaire de l'Institut Saint-Luc et celui du Centre belge de la bande dessinée se prêtent à cette animation. Les animations incluent expositions, murs peints, stations de métro décorées, parcours dans la ville.
La première édition de la Fête de la BD est organisée le week-end des 11 et 12 septembre 2010. L'évènement est financé par la Région bruxelloise pour un montant de 400 000 euros, visant « des ambitions touristiques et économiques ». Les animations sont gratuites et se produisent dans le centre-ville, au Centre belge de la bande dessinée et au Musée Charlier ; un spectacle son et lumière a lieu Place Royale.
L'édition suivante se produit le week-end des 10 et 11 septembre 2011. Les animations ont eu lieu au Mont des Arts : bibliothèque en plein air, dédicaces, dessins improvisés, marché de la BD, spectacle en 3D sur la Place Royale... L'une des activités est un défilé de ballons géants à l'effigie de célèbres héros de la bande dessinée belge : la Balloon's Day Parade. La fréquentation est estimée à 25 000 visiteurs.
La troisième année a lieu le week-end des 8 et 9 septembre 2012. Le festival comporte des activités comme les dédicaces, une exposition sur Ric Hochet, la Balloon's Day Parade, un spectacle en 3D Place Royale, et s'appuie sur plusieurs centres culturels comme le Moof, le musée de la figurine de la gare Centrale.
En 2013, la fête de la BD a lieu du 6 au 8 septembre. L'évènement, piloté par « le gouvernement de la Région de Bruxelles-Capitale avec le soutien de la Fédération Wallonie-Bruxelles, de la Ville de Bruxelles, de la Cocof et organisée par VisitBrussels » (office du tourisme de Bruxelles), a attiré 115 000 personnes.
L'édition 2014 rassemble des acteurs culturels comme le Centre belge de la bande dessinée, le Musée Hergé, le Musée Marc Sleen, le Moof, le Palais des beaux-arts et le journal Spirou, ainsi que des acteurs économiques de la bande dessinée (libraires, éditeurs...). Les animations incluent des ateliers, expositions, vente aux enchères, Balloon's Day Parade, concert de dessins... Une exposition est consacrée à Jacques Tardi et un rallye nocturne est organisé à Bruxelles et à Louvain-la-Neuve avec d'anciennes voitures apparaissant dans le Journal de Tintin.
En 2015 (du 4 au 6 septembre), l'exposition comporte des planches originales d'artistes chinois.
L'édition 2016 se déroule du 2 au 4 septembre. Les animations proposées sont un village de la BD, des activités dans le Parc de Bruxelles, le défilé de ballons et le rallye de voitures anciennes. Cette année-là, Bruxelles offre aux acteurs québécois du 9e art de faire découvrir leurs bandes dessinées. Le chroniqueur du journal Le Vif regrette néanmoins l'absence de prix culturels et d'une « grande exposition ambitieuse ». La fréquentation s'élève à 90 000 visiteurs.
La Fête de la BD suivante a lieu du 1er au 3 septembre 2017. Les organisateurs décernent des récompenses pour la première fois : les prix Atomium, avec le parrainage du scénariste Jean-David Morvan. Les animations ont lieu dans le Parc de Bruxelles et le Palais des beaux-arts. L'invité d'honneur est le Coréen Kim Jung Gi. Gaston Lagaffe est le héros de cette édition.
En 2018 (du 14 au 18 septembre), la mascotte est le héros Alix ; un match amical et humoristique a lieu entre les périodiques Spirou et Fluide glacial, sous forme de dessins et de comédies. Les prix Atomium, au nombre de 9, sont remis au Palais des Beaux-Arts. La fréquentation s'élève à 100 000 personnes.
En 2019 (week-end des 14 et 15 septembre), la Fête rassemble 300 auteurs. Les animations incluent dédicaces, Balloon's Parade, exposition sur l'album Les Enfants de la résistance. Huit prix Atomium ont été décernés, qui représentent un montant total de 90 000 euros.

## Prix décernés
Depuis septembre 2017, des prix sont décernés, d'une valeur équivalente, au total, à 100 000 euros. Ils sont appelés les Prix Atomium.